# تروی بیر
تروی بیر (انگلیسی: Troy Beyer؛ زادهٔ ۷ نوامبر ۱۹۶۴) یک هنرپیشه، کارگردان، فیلم‌نامه‌نویس و تهیه‌کننده اهل ایالات متحده آمریکا است.
از فیلم‌ها یا برنامه‌های تلویزیونی که وی در آن نقش داشته است می‌توان به مرد نان‌زنجبیلی، بی.ای.پی.اس و پشت‌بام‌ها اشاره کرد.